# جشنواره فیلم کن ۱۹۷۰
بیست سومین دوره جشنواره فیلم کن نخل طلا در این دوره به مش رابرت آلتمن رسید .

## هیئت داوران

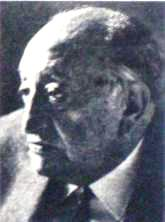
میگل آنخل آستوریاس, رئیس هیئت داوران

- میگل آنخل آستوریاس
- کرک داگلاس
- وویکش یاسنی
- فلسین ماقسو
- کارل رایز
- فولکر اشلوندورف

## کاندیدای نخل طلا
- سرزمین - یوسف شاهین
- Azyllo Muito Louco - نلسون پریرا دوس سانتوش
- The Buttercup Chain - رابرت الیس میلر
- چیزهای زندگی - کلود سوته
- حسادت به سبک ایتالیایی - اتوره اسکولا
- بازجویی از یک شهروند دور از سوءظن - الیو پتری
- چشم‌انداز بعد از نبرد - آندری وایدا
- Leo the Last - جان بورمن
- شاهین‌ها - István Gaál
- Malatesta - پیتر لیلینتال
- مش - رابرت آلتمن
- Metello - مائورو بولونینی
- Tell Me That You Love Me, Junie Moon - اتو پرمینگر
- I tulipani di Haarlem - فرانکو بروزاتی

## برندگان
- نخل طلا : مش (فیلم) - رابرت آلتمن

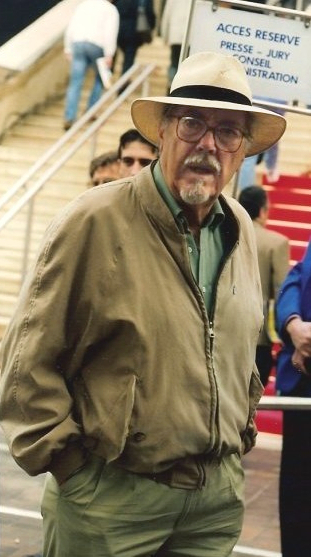
رابرت آلتمن, برنده نخل طلا

- جایزه بزرگ (جشنواره فیلم کن): بازجویی از یک شهروند دور از سوءظن - الیو پتری
- جایزه هیئت داوران جشنواره فیلم کن : 
  - شاهین‌ها (فیلم) - István Gaál
  - The Strawberry Statement - Stuart Hagmann
- جایزه بهترین بازیگر مرد جشنواره فیلم کن: مارچلو ماسترویانی برای حسادت به سبک ایتالیایی
- جایزه بهترین بازیگر زن جشنواره فیلم کن: اوتاویا پیکولو برای Metello
- جایزه بهترین کارگردان جشنواره فیلم کن: جان بورمن برای Leo the Last